# Казімеж Куц
Казімеж Юліан Куц (пол. Kazimierz Julian Kutz; 16 лютого 1929, Шопениці (нині у складі Катовиць) — 18 грудня 2018) — польський режисер кіно, телебачення та театру, кіносценарист, член-засновник Товариства польських кінематографістів, сенатор IV, V, VI i VIII каденцій, депутат Сейму VI каденції.
1954 року закінчив режисерський факультет Вищої державної кіношколи у Лодзі. 1955 року розпочав роботу як асистент Вайди на зйомках фільму «Покоління».
1959 року дебютував з фільмом «Хрест хоробрих» (пол. Krzyż Walecznych). Інші фільми цього періоду творчості — «Ніхто не кличе» (пол. Nikt nie woła) та «Люди у потязі»(пол. Ludzie z pociągu). Творчість Куца представляє польську школу кіно.
1972 року заснував кінооб'єднання «Сілезія» в Катовицях. До 1978 року був його художнім керівником.
1997 року розпочав політичну кар'єру: обраний у Катовицькому воєводстві сенатором IV каденції. Після цього його обирали до Сенату V, VI каденцій та Сейму VI та VIII каденцій.

## Фільмографія
- 1958 Krzyż walecznych
- 1960 Nikt nie woła
- 1961 Tarpany
- 1961 Ludzie z pociągu
- 1963 Milczenie
- 1964 Upał
- 1966 Ktokolwiek wie…
- 1967 Skok
- 1969 : «Сіль чорної землі» / (Sól ziemi czarnej)
- 1971 Perła w koronie
- 1974 Linia
- 1975 Znikąd donikąd
- 1979 Paciorki jednego różańca
- 1983 Na straży swej stać będę
- 1985 Wkrótce nadejdą bracia
- 1993 Straszny sen Dzidziusia Górkiewicza
- 1994 Zawrócony
- 1994 Śmierć jak kromka chleba
- 1995 Pułkownik Kwiatkowski
- 1997 Sława i chwała
- 2004 Stare srebra

## Цікаво знати
- Запропонував термін «бареїзм» для позначення фільмів без художніх амбіцій, критикуючи творчість комедійного режисера Станіслава Бареї[4].